# Rio Cabocó
O rio Cabocó é um curso d'água brasileiro que banha o litoral do estado da Paraíba. Nasce da junção do rio Una com o rio Engenho Novo e tem no Jaburu um de seus principais afluentes. Deságua no rio Paraíba, a oeste da ilha Tiriri, e próximo às sua margens ficam as comunidades de Bebelândia, Engenho Novo e Mata de Portinho.

## História

### Etimologia

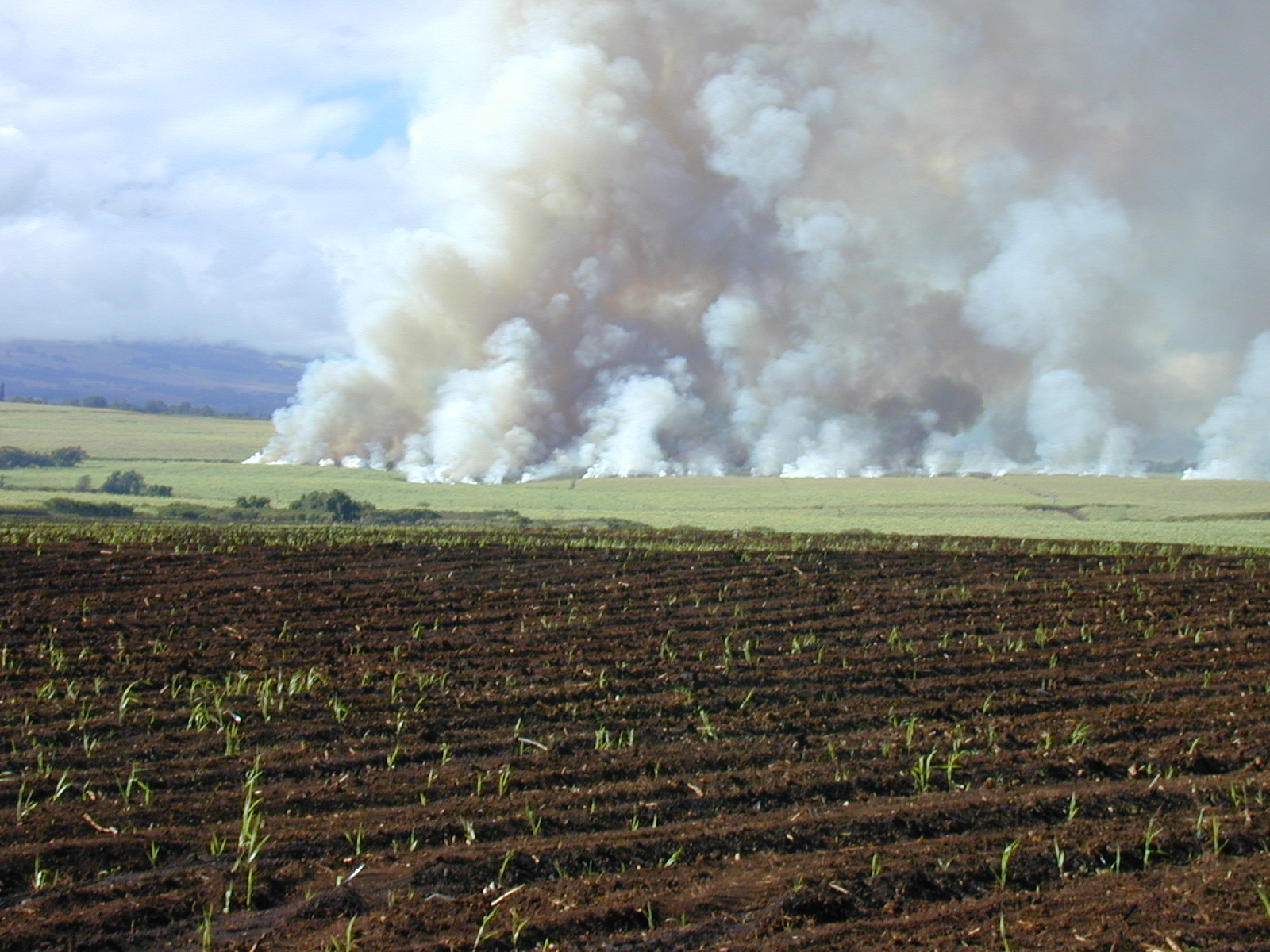
As queimadas de canaviais ocorrem anualmente às margens do Cabocó, que perdeu grande parte da cobertura original.

Segundo o dicionário Caldas Aulete, o termo cabocó, que foi amplamente usado nos áureos tempos da cultura canavieira, significa «pequeno canal por onde corre a água saída dos cubos das rodas dos engenhos de moer cana-de-açúcar».
Em mapas antigos era denominado “rio do Portinho”, taí o porquê dessa citação em obras antigas, como nos escritos de Câmara Cascudo:
Toda essa região [do litoral paraibano] é densamente povoada. Entre o Jaraguá e o Paraíba ficam Paraigoera (Parueira), Buraco de Sant'Iago, rio da Garça, Iabiru (Jaburu), e rio do Portinho.

### Povoamento da região
Antes da chegada dos conquistadores, a região onde se situa a sub-bacia do Cabocó era habitada por índios potiguaras. No século XVII, a região que viria então a ser denominada Várzea paraibana, tornou-se de grande importância para a cultura canavieira na Paraíba, onde se instalariam os maiores engenhos de cana-de-açúcar, gerando muito lucro com a mercadoria exportada.
Na década de 1920 foram descobertos no Engenho Cabocó, às margens do rio homônimo, vários trabalhadores rurais e camponeses que estavam sob cárcere privado por discordarem dos latifundiários da região da várzea paraibana. Tal cárcere foi desmantelado pela polícia militar da época, que, a mando do governador João Pessoa, objetivava primordialmente apreender armas dos proprietários rurais locais.

## Sub-bacia
Coberto de canaviais em boa parte de sua extensão, ou manguezais no seu trecho mais próximo à foz, o Cabocó conta com quase nada de resquício da Mata Atlântica, que chegou a cobrir boa parte de suas margens no passado. Anualmente, no período de colheita da cana, ocorre a queima do canavial no entorno do rio, afetando o ecossistema que depende dele. .
Em 2005, águas do rio estavam sendo usadas para irrigação pela usina Japungu Agroindústria S.A., numa outorga feita pela Secretaria do Meio Ambiente e dos Recursos Hídricos (Semarh), segundo o Decreto-lei nº 6.308/96, o qual estabelece a outorga de direitos de usos da água como um dos instrumentos de gerenciamento dos recursos hídricos brasileiros. Tais outorgas têm validade de um ano, sendo provisórias ou renováveis. Já em março de 2013, vistoria técnica observou o assoreamento do Cabocó causado por erosão e carregamento de sedimentos provenientes do sistema de drenagem danificado na faixa de domínio da rodovia BR-101, a qual é cortada pelo rio. Tais contingências aparentemente estariam sendo sanadas por órgão competente.
Suas águas são bastante turvas e afetadas tanto pela deposição de vinhoto das usinas canavieiras quanto da poluição urbana trazidas por seus afluentes